# 田中章仁
田中 章仁（たなか あきひと、1983年3月9日 - ）は、日本の男性レスリング選手、総合格闘家。福岡県夜須町（現・筑前町）出身。かつてはドン・キホーテ所属、2017年現在は福岡県立三井高等学校教員。

## 来歴
福岡県立三井高校でレスリングを始め、高校2年で全国高校グレコローマン選手権で優勝。高校3年でインターハイ、全国高校グレコ、国体で優勝を果たし、天皇杯全日本選手権では高校生ながら3位に入賞した。
2001年12月、専修大学に進学後、1年生で出場した天皇杯全日本選手権フリースタイル130kg級（最重量級）で初優勝を果たした。
2002年12月、天皇杯全日本レスリング選手権大会・フリースタイル120kg級（最重量級の区分が変更された）に出場。決勝で諏訪間幸平（現在のプロレスラー諏訪魔）に勝利し、2連覇を達成。翌2003年も決勝で諏訪間に勝利し、3連覇を達成した。
2004年2月にブルガリアで行なわれたフリーオリンピック第2次予選第2ステージ・120kg級に出場。アテネオリンピック出場資格獲得となる4位以内のかかった3回戦で敗れ、オリンピック出場を逃した。しかし、同年は全日本学生選手権グレコ96kg級・フリー120kg級（9月）、全日本大学選手権120kg級（11月）、全日本大学グレコローマン選手権96kg級（12月） でそれぞれ優勝を果たし「学生4冠」を達成した。
2004年12月、天皇杯全日本レスリング選手権大会で4連覇を達成。12月28日、記者会見を開き大学卒業後の2005年4月にK-1を主催するFEGへ入社し、2008年の北京オリンピックを目指してトレーニングすることが発表された。
2007年1月、天皇杯全日本レスリング選手権大会・フリースタイル120kg級に出場し、6連覇を達成した。
2007年12月、天皇杯全日本レスリング選手権大会・フリースタイル120kg級に出場し、7連覇を達成した。
2008年12月31日のDynamite!! 〜勇気のチカラ2008〜でボブ・サップと対戦した「キン肉万太郎」のプロフィールとして発表された「バックボーンがレスリング」「全日本レスリング選手権7連覇」「大学時代に学生4冠王」と経歴が一致していた。
2010年4月、FEGを退社。
2010年6月12日、SRC第2回トライアウト「SRCプロ育成/アマチュア奨励選手選考会」を受け、合格を果たしSRC育成選手となった。
2010年7月にオープンしたSRC本部道場ではレスリングコーチを務めながら、トレーニングを行なっている。
2011年2月6日、プロデビュー戦となったパンクラスで福田雄平と対戦し、3-0の判定勝ちを収めた。2017年現在は母校の福岡県立三井高等学校の教員を務める。

## 戦績
| 総合格闘技 戦績 | 総合格闘技 戦績 | 総合格闘技 戦績 | 総合格闘技 戦績 | 総合格闘技 戦績 | 総合格闘技 戦績 | 総合格闘技 戦績 |
| --------------- | --------------- | --------------- | --------------- | --------------- | --------------- | --------------- |
| 4 試合          | (T)KO           | 一本            | 判定            | その他          | 引き分け        | 無効試合        |
| 2 勝            | 0               | 0               | 2               | 0               | 0               | 0               |
| 2 敗            | 2               | 0               | 0               | 0               | 0               | 0               |

| 勝敗 | 対戦相手     | 試合結果                          | 大会名                          | 開催年月日     |
| ×    | 安西信昌     | 1R 4:12 TKO（パウンド）           | PANCRASE 2011 IMPRESSIVE TOUR   | 2011年8月7日   |
| ○    | 増田裕介     | 5分2R終了 判定2-1                 | PANCRASE 2011 IMPRESSIVE TOUR   | 2011年4月3日   |
| ○    | 福田雄平     | 5分2R終了 判定3-0                 | PANCRASE 2011 IMPRESSIVE TOUR   | 2011年2月6日   |
| ×    | ボブ・サップ | 1R 5:22 TKO（スタンドパンチ連打） | Dynamite!! 〜勇気のチカラ2008〜 | 2008年12月31日 |

## 獲得タイトル
- 2001年度 天皇杯全日本レスリング選手権大会 フリースタイル130kg級 優勝[5]
- 2002年度 天皇杯全日本レスリング選手権大会 フリースタイル120kg級 優勝[6]
- 2003年度 天皇杯全日本レスリング選手権大会 フリースタイル120kg級 優勝[7]
- 2004年度 天皇杯全日本レスリング選手権大会 フリースタイル120kg級 優勝[14]
- 2005年度 天皇杯全日本レスリング選手権大会 フリースタイル120kg級 優勝[24]
- 2006年度 天皇杯全日本レスリング選手権大会 フリースタイル120kg級 優勝[16]
- 2007年度 天皇杯全日本レスリング選手権大会 フリースタイル120kg級 優勝[18]